# Carl Traugott Schmidt
Carl Traugott Schmidt, modernisiert auch Karl Traugott Schmidt, († Mai 1792 in Johanngeorgenstadt) war ein sächsischer Bergmeister, Berggeschworener und Guardein.
Er war der Sohn des Obersteigers Schmidt aus Johanngeorgenstadt und zwar nach seiner bergmännischen Ausbildung zunächst bis 1768 als Obersteiger auf der Gotthelf-Schaller-Frundgrube an der Eibenstocker Straße auf dem Fastenberg tätig. 1769 wurde er zum Berggeschworener gewählt. Dieses Amt übte er bis 1780 aus, als er die Leitung des Bergamtes Johanngeorgenstadt übernahm. Bergmeister war er zwölf Jahre bis zu seinem Tod 1792.
Seine feierliche Beerdigung fand am 6. Mai 1792 morgens um 4 Uhr statt.